# Barbara Furtuna
Barbara Furtuna − utworzony w 2001 roku korsykański zespół czteroosobowy wykonujący muzykę polifoniczną, czerpiący inspiracje z tradycyjnej korsykańskiej muzyki. Swoje utwory przeważnie wykonują a capella. Barbara Furtuna współpracowali z zespołem L’Arpeggiata i zespołem muzyki dawnej Constantinopole.

## Skład zespołu
- Jean-Pierre Marchetti
- André Dominici
- Jean-Philippe Guissan
- Maxime Merland

## Dyskografia
- Adasgiu (2004)
  - Ave maris stella
  - Sanctus
  - Un ti ne fà
  - Cantu d'amore
  - Misermini mei
  - Fiure
  - T'chemo
  - Agnus dei
  - Furtunatu
  - A belle stagione
  - Barbara furtuna
  - O salutaris hostia

- In Santa Pace (2008)
  - Anghiulina
  - O salutaris hostia
  - Maria le sette spade
  - Lex aeterna
  - Veni o bella
  - S'hè dscitatu
  - Suda sangue
  - Kyrie eleison
  - Lamentu chi ti cerca
  - Plavi putevi mora
  - Tota pulchra es Maria
  - L'innamurati
  - L'oru

- Via Crucis, wspólnie z L’Arpeggiata (2010)

- Si vita si (2013)
  - Si vita si
  - I verani
  - Luntanu
  - Ad amore
  - Maria
  - Subvenite
  - Olà, fedeli
  - E di sente cantà
  - Quantu volte
  - I vechji amanti (La chansons des vieux amants)
  - Incantèsimu
  - Barcarola calvese